# Tolnai F. István
Tolnai F. István (Tolna, 1630 – Kolozsvár, 1690. március 25.) orvosdoktor, református lelkész, és tanár, Tolnai F. György bátyja.

## Élete
Séllyei János városbíró és Gergely Ilona fia. Tanult a tolnai, a nagyecsedi, nagyváradi iskolában, majd innen Nagyszalontára került rektornak. 1655. május 15-től a sárospataki kollégiumban tanulója lett, miután azt elvégezte, 1656 augusztusától decemberéig senior volt. Innét tanítónak vitték Tarcalra, majd külföldre ment: előbb 1658-ban Utrechtben tanult, 1659. április 11-én a franekeri, szeptember 30-án pedig a groningeni egyetemre iratkozott be. 1662-ben tért haza, kézdivásárhelyi pap lett és hamarosan megválasztották a kézdi egyházmegye esperesének. 1665-től 1688-ig a kolozsvári református főiskolában tanárkodott. 1667-ben ugyan székelyudvarhelyre akarta áthelyezni papnak a fejedelem, azonban a kolozsvári diákok kívánságára meghagyta állásában. 1685-ben kolozsvári lelkész lett, 1689-ben a kolozskalotai egyházmegye megválasztotta esperesnek.

## Munkái
- Αυχνος Δογικος ad usum singulorum Iuventionis locorum, manu quaesi Tironem deducens, duplici discursu absolutus; altero, spectrum Diabolicum, sub specie Samuelis, apparuisse, argumentis firmis, ex singulis classibus Logicis depromptis, evincente; altero vero varias variorum Adversariorum objectiones enervante & diluente: publicis aliquot Disputationibus exercitii ergo ventilatus & defensus Studio & opera... Franekerae, 1659.
- Disputatio Theol. Exegetica Ad Cap. I. Medullae Amesianae Quam... publice defendet... Uo. 1662.
- Haza békessége... (Prédikáczió). Szeben, 1664.
- Igaz ker. vallásra vezető Kalauz... Kolozsvár, 1679.
- Demonstratio compendiosa Dialecticae verae, In usum Philo rameorum, Illustris Collegii Claudiaci Reformati. Cui exempla aliquot praxeos Logicae sunt subjecta: & compendiosa fallaciarum delineatio in fine appendicis loco eidem adjecta. Claudiopoli, 1680.

Búcsúztató Bocskay István zempléni főispán felett 1672. máj. 29. (57 versszak, a Prot. Szemlében 1899.).
Latin versei az Irodalomtörténeti Közleményekben 1901. 91., 92. l.